# Sara Larsson
Sara Larsson (1983) es una deportista sueca que compitió en natación. Ganó una medalla de bronce en el Campeonato Europeo de Natación en Piscina Corta de 2004, en la prueba de 4 × 100 m estilos.

## Palmarés internacional
| Campeonato Mundial en Piscina Corta | Campeonato Mundial en Piscina Corta | Campeonato Mundial en Piscina Corta | Campeonato Mundial en Piscina Corta |
| Año                                 | Lugar                               | Medalla                             | Prueba                              |
| ----------------------------------- | ----------------------------------- | ----------------------------------- | ----------------------------------- |
| 2004                                | Indianápolis (Estados Unidos)       | Medalla de bronce                   | 4 × 100 m estilos                   |